# Liste der Nummer-eins-Hits in Tschechien (2025)
Dies ist eine Liste der Nummer-eins-Hits in Tschechien im Jahr 2025. Sie basiert auf den Auswertungen der IFPI ČR, der nationalen Vertretung der tschechischen Musikindustrie. Grundlage sind die Albums Top 100 (Verkaufscharts) für Alben. Für Singles werden zwei Charts erstellt; die Radio Top 100 Oficiální, welche auf Airplay, sowie die Singles Digital Top 100, welche auf Downloadverkäufen basieren.

## Singles
| ← 2024 ← | Liste der Nummer-eins-Hits in Tschechien (Radio Top 100) | Liste der Nummer-eins-Hits in Tschechien (Radio Top 100) | Liste der Nummer-eins-Hits in Tschechien (Radio Top 100) |                           |
| \| Zeitraum \| Wo. ges. \| Interpret \| Titel Autor(en) \| Zusätzliche Informationen \| \| (Zeitraum, Wochen auf Platz eins, Interpret, Titel, Autor[en], zusätzliche Informationen) \| \| \| \| \| \| ----------------------------------------------------------------------------------------- \| -------- \| ---------------------------------- \| ------------------------------------------------------------------------------------------------------------------------------------------------------------------------------------------------------------------------------------------ \| ------------------------- \| \| 1.–2. Woche 2 Wochen \| 2 \| Lady Gaga & Bruno Mars \| Die with a Smile Andrew Wotman, Dernst Emile, James Edward Fauntleroy II, Stefani Joanne Angelina Germanotta, Peter Gene Hernandez \| – \| \| 3.–6. Woche 4 Wochen \| 4 \| Hozier \| Too Sweet Stuart Daniel Johnson, Daniel Nathan Krieger, Daniel Tannenbaum, Sergiu Adrian Gherman, Peter C. Gonzales, Andrew John Hozier-Byrne, Tyler Reese Mehlenbacher \| – \| \| 7. Woche 1 Woche \| 1 \| Fast Boy & Raf \| Wave Felix Hain, Lucas Hain, Joshua Peter Record, Olivia Fay Sebastianelli, Kilian Wilke, Johannes Burger, Giancarlo Bigazzi, Stephen Vincent Piccolo, Raffaele Riefoli \| – \| \| 8. Woche 1 Woche \| 1 \| David Guetta, Alphaville & Ava Max \| Forever Young Hartwig Schierbaum, Bernd Gössling, Frank Sorgatz, Pierre David Guetta, Timofey Reznikov, Michael Ross Pollack, Amanda Renée Ibanez, Jakob Isura Erixson \| – \| \| 9.–10. Woche 2 Wochen \| 2 \| Myles Smith \| Nice to Meet You Daniel Campbell Smith, Philip John Plested, Myles Michael Smith-Thompson, Peter Fenn \| – \| \| 11. Woche 1 Woche (insgesamt 6) \| 6 \| Damiano David \| Born with a Broken Heart Steven Mark Schick, Damiano David, Jason Gregory Evigan, Sarah Theresa Hudson \| – \| \| 12.–14. Woche 3 Wochen \| 3 \| Rosé feat. Bruno Mars \| Apt. Theron Makiel Thomas, Philip Martin Lawrence II, Michael Donald Chapman, Peter Gene Hernandez, Christopher Steven Brown, Rogét Lufti Chahayed, Park Chae-young, Nicholas Barry Chinn, Omer Fedi, Henry Russell Walter, Amy Rose Allen \| – \| \| 15.–19. Woche 5 Wochen (insgesamt 6) \| 6 \| Damiano David \| Born with a Broken Heart Steven Mark Schick, Damiano David, Jason Gregory Evigan, Sarah Theresa Hudson \| – \| \| 20. Woche 1 Woche \| 1 \| Gracie Abrams \| That’s So True Gracie Madigan Abrams, Audrey Hobert \| – \| \| 21.–25. Woche 5 Wochen \| 5 \| Lady Gaga \| Abracadabra Stefani Joanne Angelina Germanotta, Susan Janet Ballion, Peter Edward Clarke, John Alexander McGeoch, Steven John Bailey, Andrew Wotman, Henry Russell Walter \| – \| \| 26. Woche 1 Woche (insgesamt 5) \| 5 \| Miley Cyrus \| End of the World Miley Ray Cyrus, Michael Ross Pollack, Jonathan Rado, Shawn Everett, Gregory Aldae Hein, Molly Margaret Rankin, Alec Fraser O’Hanley \| – \| \| 27. Woche 1 Woche \| 1 \| Alex Warren \| Ordinary Alexander Warren Hughes, Adam Yaron, Caleb Shapiro, Margaret Elizabeth Chapman \| – \| \| 28.–29. Woche 2 Wochen (insgesamt 5) \| 5 \| Miley Cyrus \| End of the World Miley Ray Cyrus, Michael Ross Pollack, Jonathan Rado, Shawn Everett, Gregory Aldae Hein, Molly Margaret Rankin, Alec Fraser O’Hanley \| – \| \| 30. Woche 1 Woche \| 1 \| Alex Warren \| Ordinary Alexander Warren Hughes, Adam Yaron, Caleb Shapiro, Margaret Elizabeth Chapman \| – \| \| 31. Woche 1 Woche \| 1 \| Felix Jaehn & Whitney Houston \| It’s Not Right but It’s Okay Fred D. Jerkins III, Isaak J. Phillips, LaShawn Ameen Daniels, Rodney Roy Jerkins, Toni J. Estes \| – \| \| 32.–33. Woche 2 Wochen (insgesamt 5) \| 5 \| Miley Cyrus \| End of the World Miley Ray Cyrus, Michael Ross Pollack, Jonathan Rado, Shawn Everett, Gregory Aldae Hein, Molly Margaret Rankin, Alec Fraser O’Hanley \| – \| |                                                          |                                                          | |                           |
| ← 2024 |                                                          |                                                          | |                           |
| Zeitraum | Wo. ges.                                                 | Interpret                                                | Titel Autor(en) | Zusätzliche Informationen |
| (Zeitraum, Wochen auf Platz eins, Interpret, Titel, Autor[en], zusätzliche Informationen) |                                                          |                                                          | |                           |
| 1.–2. Woche 2 Wochen | 2                                                        | Lady Gaga & Bruno Mars                                   | Die with a Smile Andrew Wotman, Dernst Emile, James Edward Fauntleroy II, Stefani Joanne Angelina Germanotta, Peter Gene Hernandez | –                         |
| 3.–6. Woche 4 Wochen | 4                                                        | Hozier                                                   | Too Sweet Stuart Daniel Johnson, Daniel Nathan Krieger, Daniel Tannenbaum, Sergiu Adrian Gherman, Peter C. Gonzales, Andrew John Hozier-Byrne, Tyler Reese Mehlenbacher                                                                    | –                         |
| 7. Woche 1 Woche | 1                                                        | Fast Boy & Raf                                           | Wave Felix Hain, Lucas Hain, Joshua Peter Record, Olivia Fay Sebastianelli, Kilian Wilke, Johannes Burger, Giancarlo Bigazzi, Stephen Vincent Piccolo, Raffaele Riefoli                                                                    | –                         |
| 8. Woche 1 Woche | 1                                                        | David Guetta, Alphaville & Ava Max                       | Forever Young Hartwig Schierbaum, Bernd Gössling, Frank Sorgatz, Pierre David Guetta, Timofey Reznikov, Michael Ross Pollack, Amanda Renée Ibanez, Jakob Isura Erixson                                                                     | –                         |
| 9.–10. Woche 2 Wochen | 2                                                        | Myles Smith                                              | Nice to Meet You Daniel Campbell Smith, Philip John Plested, Myles Michael Smith-Thompson, Peter Fenn | –                         |
| 11. Woche 1 Woche (insgesamt 6) | 6                                                        | Damiano David                                            | Born with a Broken Heart Steven Mark Schick, Damiano David, Jason Gregory Evigan, Sarah Theresa Hudson | –                         |
| 12.–14. Woche 3 Wochen | 3                                                        | Rosé feat. Bruno Mars                                    | Apt. Theron Makiel Thomas, Philip Martin Lawrence II, Michael Donald Chapman, Peter Gene Hernandez, Christopher Steven Brown, Rogét Lufti Chahayed, Park Chae-young, Nicholas Barry Chinn, Omer Fedi, Henry Russell Walter, Amy Rose Allen | –                         |
| 15.–19. Woche 5 Wochen (insgesamt 6) | 6                                                        | Damiano David                                            | Born with a Broken Heart Steven Mark Schick, Damiano David, Jason Gregory Evigan, Sarah Theresa Hudson | –                         |
| 20. Woche 1 Woche | 1                                                        | Gracie Abrams                                            | That’s So True Gracie Madigan Abrams, Audrey Hobert | –                         |
| 21.–25. Woche 5 Wochen | 5                                                        | Lady Gaga                                                | Abracadabra Stefani Joanne Angelina Germanotta, Susan Janet Ballion, Peter Edward Clarke, John Alexander McGeoch, Steven John Bailey, Andrew Wotman, Henry Russell Walter                                                                  | –                         |
| 26. Woche 1 Woche (insgesamt 5) | 5                                                        | Miley Cyrus                                              | End of the World Miley Ray Cyrus, Michael Ross Pollack, Jonathan Rado, Shawn Everett, Gregory Aldae Hein, Molly Margaret Rankin, Alec Fraser O’Hanley                                                                                      | –                         |
| 27. Woche 1 Woche | 1                                                        | Alex Warren                                              | Ordinary Alexander Warren Hughes, Adam Yaron, Caleb Shapiro, Margaret Elizabeth Chapman | –                         |
| 28.–29. Woche 2 Wochen (insgesamt 5) | 5                                                        | Miley Cyrus                                              | End of the World Miley Ray Cyrus, Michael Ross Pollack, Jonathan Rado, Shawn Everett, Gregory Aldae Hein, Molly Margaret Rankin, Alec Fraser O’Hanley                                                                                      | –                         |
| 30. Woche 1 Woche | 1                                                        | Alex Warren                                              | Ordinary Alexander Warren Hughes, Adam Yaron, Caleb Shapiro, Margaret Elizabeth Chapman | –                         |
| 31. Woche 1 Woche | 1                                                        | Felix Jaehn & Whitney Houston                            | It’s Not Right but It’s Okay Fred D. Jerkins III, Isaak J. Phillips, LaShawn Ameen Daniels, Rodney Roy Jerkins, Toni J. Estes | –                         |
| 32.–33. Woche 2 Wochen (insgesamt 5) | 5                                                        | Miley Cyrus                                              | End of the World Miley Ray Cyrus, Michael Ross Pollack, Jonathan Rado, Shawn Everett, Gregory Aldae Hein, Molly Margaret Rankin, Alec Fraser O’Hanley                                                                                      | –                         |

| ← 2024 ← | Liste der Nummer-eins-Hits in Tschechien (Singles Digital 100) | Liste der Nummer-eins-Hits in Tschechien (Singles Digital 100) | Liste der Nummer-eins-Hits in Tschechien (Singles Digital 100)                                                                  |                           |
| \| Zeitraum \| Wo. ges. \| Interpret \| Titel Autor(en) \| Zusätzliche Informationen \| \| (Zeitraum, Wochen auf Platz eins, Interpret, Titel, Autor[en], zusätzliche Informationen) \| \| \| \| \| \| ----------------------------------------------------------------------------------------- \| -------- \| ---------------------------------------------------- \| ------------------------------------------------------------------------------------------------------------------------------- \| ------------------------- \| \| 51. Woche 2024 – 14. Woche 2025 16 Wochen (insgesamt 21) \| 21 \| Calin feat. Sofian Medjmedj \| Pistácie Călin Panfili, David Kopecký, El Mehdi Zeroual, Sofian Medjmedj \| – \| \| 15.–16. Woche 2 Wochen \| 2 \| Hard Rico \| Mě nedostanou Enrico Pešta, Jakub Žižlavský \| – \| \| 17.–20. Woche 4 Wochen \| 4 \| Sara Rikas feat. Yzomandias \| Talk2Me Musik: Richard Daniel Morales, Abraham Zemichael; Text: Sára Štoselová, Jakub Vlček \| – \| \| 21. Woche 1 Woche \| 1 \| Slavíček \| Až po uši \| – \| \| 22. Woche 1 Woche \| 1 \| Neny \| Valčík Musik: Miladski; Text: Nenad Ples \| – \| \| 23. Woche 1 Woche \| 1 \| Ektor \| PTSD Marko Elefteriadis \| – \| \| 24.–27. Woche 4 Wochen \| 4 \| Yzomandias & PTK feat. Robin Zoot, Nik Tendo & Ektor \| KSN (Pintlich Remix) Jakub Vlček, Patrik Aišman, Robert Pouzar, Dominik Citta, Marko Elefteriadis, Denis Avdyli, Sadiqur Rahman \| – \| \| 28.–32. Woche 5 Wochen (insgesamt 21) \| 21 \| Calin feat. Sofian Medjmedj \| Pistácie Călin Panfili, David Kopecký, El Mehdi Zeroual, Sofian Medjmedj \| – \| \| 33. Woche 1 Woche \| 1 \| Alex Warren \| Ordinary Alexander Warren Hughes, Adam Yaron, Caleb Shapiro, Margaret Elizabeth Chapman \| – \| |                                                                |                                                                | |                           |
| ← 2024 |                                                                |                                                                | |                           |
| Zeitraum | Wo. ges.                                                       | Interpret                                                      | Titel Autor(en) | Zusätzliche Informationen |
| (Zeitraum, Wochen auf Platz eins, Interpret, Titel, Autor[en], zusätzliche Informationen) |                                                                |                                                                | |                           |
| 51. Woche 2024 – 14. Woche 2025 16 Wochen (insgesamt 21) | 21                                                             | Calin feat. Sofian Medjmedj                                    | Pistácie Călin Panfili, David Kopecký, El Mehdi Zeroual, Sofian Medjmedj                                                        | –                         |
| 15.–16. Woche 2 Wochen | 2                                                              | Hard Rico                                                      | Mě nedostanou Enrico Pešta, Jakub Žižlavský                                                                                     | –                         |
| 17.–20. Woche 4 Wochen | 4                                                              | Sara Rikas feat. Yzomandias                                    | Talk2Me Musik: Richard Daniel Morales, Abraham Zemichael; Text: Sára Štoselová, Jakub Vlček                                     | –                         |
| 21. Woche 1 Woche | 1                                                              | Slavíček                                                       | Až po uši | –                         |
| 22. Woche 1 Woche | 1                                                              | Neny                                                           | Valčík Musik: Miladski; Text: Nenad Ples                                                                                        | –                         |
| 23. Woche 1 Woche | 1                                                              | Ektor                                                          | PTSD Marko Elefteriadis | –                         |
| 24.–27. Woche 4 Wochen | 4                                                              | Yzomandias & PTK feat. Robin Zoot, Nik Tendo & Ektor           | KSN (Pintlich Remix) Jakub Vlček, Patrik Aišman, Robert Pouzar, Dominik Citta, Marko Elefteriadis, Denis Avdyli, Sadiqur Rahman | –                         |
| 28.–32. Woche 5 Wochen (insgesamt 21) | 21                                                             | Calin feat. Sofian Medjmedj                                    | Pistácie Călin Panfili, David Kopecký, El Mehdi Zeroual, Sofian Medjmedj                                                        | –                         |
| 33. Woche 1 Woche | 1                                                              | Alex Warren                                                    | Ordinary Alexander Warren Hughes, Adam Yaron, Caleb Shapiro, Margaret Elizabeth Chapman                                         | –                         |

## Alben
| ← 2024 ← | Liste der Nummer-eins-Hits in Tschechien | Liste der Nummer-eins-Hits in Tschechien | Liste der Nummer-eins-Hits in Tschechien |                           |
| \| Zeitraum \| Wo. ges. \| Interpret \| Titel \| Zusätzliche Informationen \| \| (Zeitraum, Wochen auf Platz eins, Interpret, Titel, zusätzliche Informationen) \| \| \| \| \| \| ------------------------------------------------------------------------------ \| -------- \| ------------------------------- \| ------------------------------ \| ------------------------- \| \| 1.–10. Woche 10 Wochen (insgesamt 15) \| 15 \| Viktor Sheen \| Impostor Syndrom \| – \| \| 11. Woche 1 Woche \| 1 \| Lady Gaga \| Mayhem \| – \| \| 12.–13. Woche 2 Wochen \| 2 \| Playboi Carti \| Music \| – \| \| 14.–17. Woche 4 Wochen \| 4 \| Separ \| Neviem \| – \| \| 18.–23. Woche 6 Wochen (insgesamt 7) \| 7 \| Sara Rikas \| Ja, Sára \| – \| \| 24. Woche 1 Woche \| 1 \| Pil C & Luca Brassi10x \| Brat \| – \| \| 25. Woche 1 Woche (insgesamt 7) \| 7 \| Sara Rikas \| Ja, Sára \| – \| \| 26.–29. Woche 4 Wochen \| 4 \| Ben Cristovao & Sofian Medjmedj \| Khaosan \| – \| \| 30.–31. Woche 2 Wochen (insgesamt 3) \| 3 \| Yzomandias & PTK \| Painkillers (Overdose Edition) \| – \| \| 32. Woche 1 Woche \| 1 \| Nik Tendo & Decky \| Goldkiid \| – \| \| 33. Woche 1 Woche (insgesamt 3) \| 3 \| Yzomandias & PTK \| Painkillers (Overdose Edition) \| – \| |                                          |                                          |                                          |                           |
| ← 2024 |                                          |                                          |                                          |                           |
| Zeitraum | Wo. ges.                                 | Interpret                                | Titel                                    | Zusätzliche Informationen |
| (Zeitraum, Wochen auf Platz eins, Interpret, Titel, zusätzliche Informationen) |                                          |                                          |                                          |                           |
| 1.–10. Woche 10 Wochen (insgesamt 15) | 15                                       | Viktor Sheen                             | Impostor Syndrom                         | –                         |
| 11. Woche 1 Woche | 1                                        | Lady Gaga                                | Mayhem                                   | –                         |
| 12.–13. Woche 2 Wochen | 2                                        | Playboi Carti                            | Music                                    | –                         |
| 14.–17. Woche 4 Wochen | 4                                        | Separ                                    | Neviem                                   | –                         |
| 18.–23. Woche 6 Wochen (insgesamt 7) | 7                                        | Sara Rikas                               | Ja, Sára                                 | –                         |
| 24. Woche 1 Woche | 1                                        | Pil C & Luca Brassi10x                   | Brat                                     | –                         |
| 25. Woche 1 Woche (insgesamt 7) | 7                                        | Sara Rikas                               | Ja, Sára                                 | –                         |
| 26.–29. Woche 4 Wochen | 4                                        | Ben Cristovao & Sofian Medjmedj          | Khaosan                                  | –                         |
| 30.–31. Woche 2 Wochen (insgesamt 3) | 3                                        | Yzomandias & PTK                         | Painkillers (Overdose Edition)           | –                         |
| 32. Woche 1 Woche | 1                                        | Nik Tendo & Decky                        | Goldkiid                                 | –                         |
| 33. Woche 1 Woche (insgesamt 3) | 3                                        | Yzomandias & PTK                         | Painkillers (Overdose Edition)           | –                         |